# Sidymella hirsuta
Sidymella hirsuta là một loài nhện trong họ Thomisidae.
Loài này thuộc chi Sidymella. Sidymella hirsuta được Ludwig Carl Christian Koch miêu tả năm 1874.